# هيدستارت (برنامج)

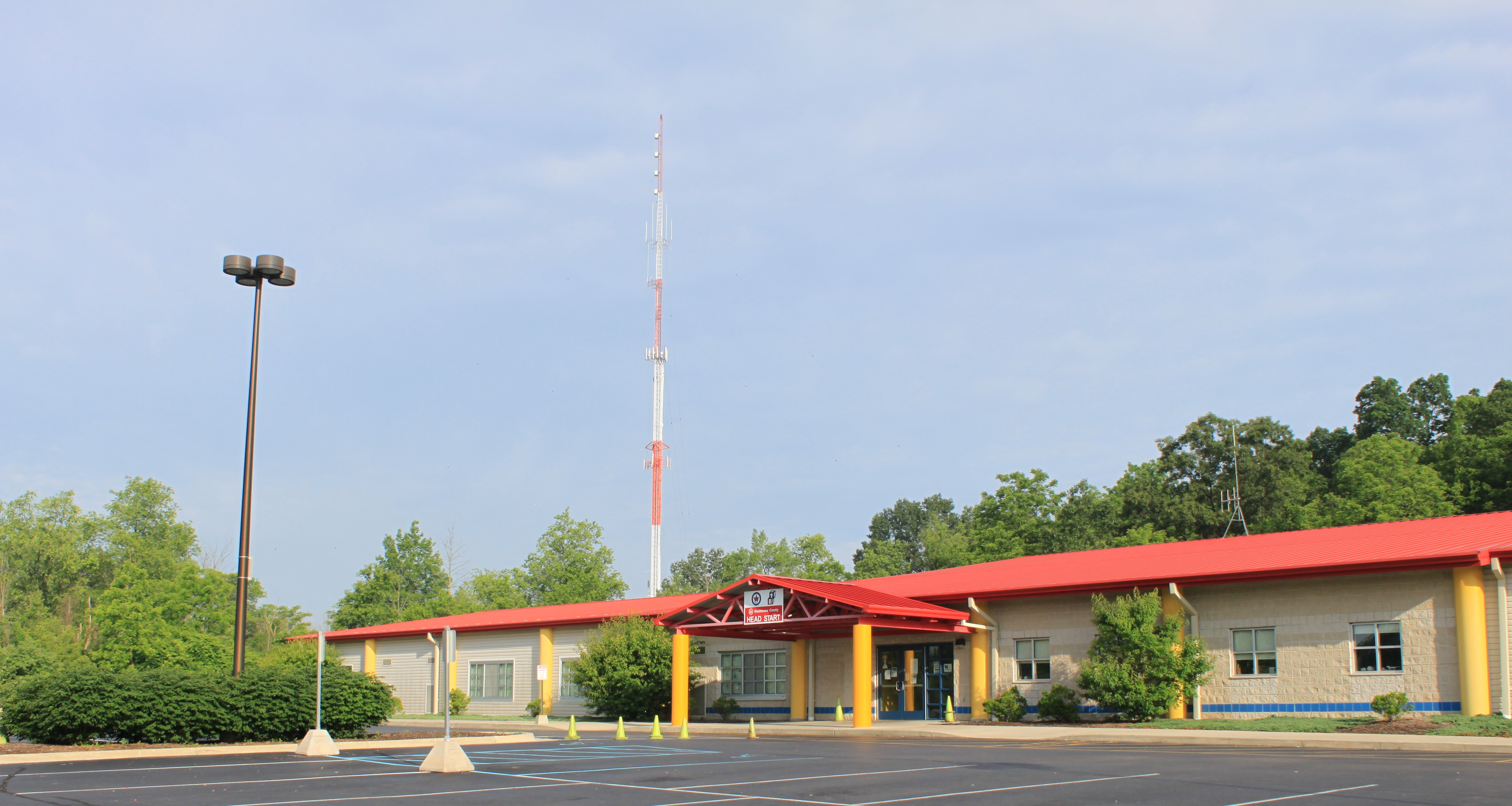
مقاطعة واشنطن County مدرسة هيدستارت

برنامج هيد ستارت (بالإنجليزية: Head Start (program))، هو برنامج مقدم من قبل وزارة الصحة والخدمة الإنسانية الأمريكية، التي توفر التعليم الشامل، والصحة، والتغذية، وكذلك توفر خدماتها إلى الأطفال وأسرهم من ذوي الدخل المحدود.
فقد صمم البرنامج خدماته ومصادرة؛ لتعزيز العلاقات الاسرية ولتعزيز النمو البدني والعاطفي، ولإيجاد بيئة لتطوير المهارات المعرفية.
في عام 1965أطلق البرنامج من قبل المدير الأول جول شوماغر Jule Sugarman، وقد صمم هيد ستارت للتحاق بركب برنامج المدرسةالصيفية، التي من شأنها أن تعلم الأطفال ذوي الدخل المنخفض في غضون بضعة أسابيع ما في حاجة إلى معرفة لبدء رياض الأطفال واظهرت التجربة أن ستة أسابيع من مرحلة ما قبل الدراسة لا تعوض خمس سنوات من الفقر.
قام قانون هيد ستارت لعام 1981 م[2] بتوسيع البرنامج.واعادة مراجعته[3]. ومنح ترخيصا جديدا في ديسمبر من عام 2007.
اعتبر برنامج هيد ستارت من أقدم البرامج في الولايات المتحدة التي تعالج الفقر.As of late 2005, وفي أواخر عام 2005، شارك أكثر من 22 مليون طفل تتراوح اعمارهم دون سن السادسة.
وفي عام 2011 أصبح تأثير برنامج هيد ستارت في موقع شك من قبل وزاره الصحة والخدمات الإنسانية.

## رؤيه البرنامج
«يشجع برامج هيد ستارت على إعداد المدارس من خلال تعزيز التنمية الاجتماعية والمعرفية للأطفال وذلك من خلال بتوفير الخدمات التعليمية والصحية والغذائية والاجتماعية وغيرها.»

## التاريخ

First Lady ليدي بيرد جونسون visits a Head Start class in 1966

بدأ برنامج هيد ستارت كجزء من حملة الرئيس ليندون جونسون Lyndon Johnson'sالمجتمع العظيم.
جاءت الموافقة على البرنامج من مجلس المستشارين الاقتصاديين للرئيس، حيث طور موظفوا المجلس خلال أدارة كيندي وجونسون Kennedy and Johnson مفهوم الاستثمار في التعليم.[5]. كما أطلق مكتب الفرص الاقتصادية للمجتمع برنامج هيد ستارت كبرنامج صيفي لمدة ثمان اسابيع في عام 1965 .
وأدار البرنامج الدكتور روبرت كوك Robert Cooke، طبيب الأطفال في جامعة جونز هوبكنز Johns Hopkins University، والدكتور.
إدوارد زيجلر Edward Zigler، أستاذ علم النفس ومدير مركز دراسة الطفل في جامعة ييل Yale University .
أنشأوا برنامج لتنمية الطفل ومساعدة المجتمعات على تلبية احتياجات الأطفال من هم دون السادسة والمحرومين من التعليم.
وفي السنة التالية وافق الكونغرس على ان يكون البرنامج مستمر على مدار السنة.
وفي عام 1968، مول برنامج هيد ستارت برنامج شارع السمسم Sesame Street، والتي يديرها مشروع مؤسسة كارنيجي التلفزيونية لمرحله الروضة (the Carnegie Corporation Preschool Television project.).
تاريخ هيد ستارت بدأعندما أعلن جونسون الحرب على الفقر بعد فترة وجيزة من اغتيال الرئيس كنيدي. الخبر الذي هزالأمة، جائت الفرصة لجونسون لاكتساب الثقة في البلاد من خلال تحقيق سلسلة من الانتصارات التشريعية الهامة خلال الأشهر اللاحقة. وفي أعقاب الاغتيال، تلقى جونسون إحاطة من والتر هيلر الذي أبلغ جونسون عن برنامج الفقر وأن الرؤساء كنيدي والسابقين اعتبروها دائما كقضية. منذوان عمل جونسون مع فقر الأطفال، وهويعتبره البرنامج الاقرب إلى قلبه، وكان مصمما على إيجاد المال للمساعدة في دعم ذلك. وبحلول مارس عام 1964، والتشريعات، التي تعرف الآن باسم قانون الفرص الاقتصادية لعام 1964، كان قد أعد للكونغرس. تضمنت التشريعات والتدريب، والتعليمية، وبرامج خدمة للمجتمع، وكذلك إضافة برامج جديدة بما في ذلك فيلق الوظيفي.و في الأوقات وفي وقت عصيب كوفاة كينيدي، كان وقتا مناسبا لجونسون لاقتراح مشروع قانون من شأنه أن يساعد الأمة وإعطاء الناس شيئا لنتطلع إلى. [6]
في عام 1969 نقل هيد ستارت إلى مكتب تنمية الطفل في وزارة التربية والتعليم والصحة والرعاية الاجتماعية (وفي وقت لاحق نقل إلى [[وزارة الصحة والخدمات الإنسانية Department of Health and Human Services HHS من خلال أدارة نيكوسون .
ويعتد اليوم برنامجا تحت إدارة للأطفال والاسر(ACF) في HHS]].
وفي عام1964, أسس برنامج هيد ستارت ليخدم الأطفال من ولادهم حتى سن الثالثة فقد أثبتت الادلة أن هذه السن حرجة بنسبه للأطفال.
تمت أدارة البرامج محليا بواسطة منظمات غير ربحية ووكالات تعليم محليه مثل النظم المدرسية.
كما ان لبرنامج هيد ستارت مجلسا لوضع السياسات.
أعضاء هذا المجلس هم أفراد من المجتمع المحلّي وأولياء امور الأطفال التحقوا أيضا بالبرنامج (بحاجة لمصدر).
كما يعمل مدير البرنامج في المجلس كعضو يقدم المشورة بشأن أهداف البرنامج.

## الخدمات
يوفر برنامج هيد ستارت التعليم والصحة والخدمات الاجتماعية تقريبا ل30 مليون طفل تتراوح أعمارهم بين ثلاث إلى خمس سنوات منذ بدايته إلى 1965.
كما يخدم أكثر من مليون طفل وأسرهم كل عام، في المناطق الحضرية والريفية في 50 ولاية.ومقاطعة كولومبيا وبورتوريكو، والأراضي الأمريكية.
ويتضمن التعليم مرحلة ما قبل المدرسة الخاضع لمعايير وطنية والتي تستصبح معايير واقعيّة[بحاجة لمصدر]لجميع رياض الأطفال في الولايات المتحدة.
الخدمات الصحية تشمل فحوصات طبية وفحوصات للأسنان.
كما تدعم الخدمات الاجتماعية الأسرة للعمل مع الآباء ومساعدتهم في الحصول على موارد المجتمع للأسر ذات الدخل المنخفض.
- برنامج هيد ستارت المبكر يعزز النتائج الصحية لمرحله قبل الولادة، أسرة سليمة والرضع والتنمية الطفل حديثي الولادة.
- وكذلك يساعد برنامج هيد ستارت في خلق التنمية صحية للأطفال ذوي الدخل المحدود والذين تتراوح أعمارهم ما بين الثالثة إلى الخامسة سنوات.ويقدم الخدمات التي تعتمد على الطفل والأسرة والثقافة والخبرة، للتأثير على جميع جوانب نمو الطفل والتعليم.
- فالأسرة والمجتمع شركاء في برنامج هيد ستارت الذي يقدم للآباء الدعم والفرص لتحقيق أهدافهم الخاصة، ورعاية أطفالهم في سياق الأسرة وثقافتهم، كما يقدم البرنامج الدعم للمجتمعات التي تساعد الأطفال وأسرهم من كل الثقافات.
- بالإضافة إلى ذلك يقدم برنامج هيد ستارت خدماته إلى أطفال المهاجرين والمزارعين الموسميين.

فالخدمات تستهدف الأطفال من سته أشهر إلى خمس سنوات.
فبسبب القيود المفروضة على عمل الأسر والتي تمتد لساعات طويله يمتد البرنامج الفدرالي. له بينما يقل عدد الأشهر للبرنامج بالمقارنة مع برنامج هيد ستارت التقليدي الفدرالي.
- يستهدف برنامج هيد ستارت الأطفال وأسرهم من الشعوب الأصلية في الأمريكيتين.
- يشجع على الاستعداد للمدرسة من الأطفال الذين تتراوح أعمارهم الولادة إلى خمس من الأسر ذات الدخل المنخفض من خلال تعزيز التنمية المعرفية والاجتماعية، والعاطفية [7][6]

## الأطفال المشردون
في عام 2007 سمح لبرنامج هيد ستارت بتقديم خدماته للأطفال المشردين.
الأطفال المشردون «هم من يفتقرون لمسكن نظامي وثابت.»
وهو يشمل الأطفال الذين يعيشون في الملاجئ أو المنتمين لاحد برامج التوعية، اومن يعيشون في موتيلات أو في سيارات، بالإضافة للأطفال «الذين يتقاسم السكن مع الآخرين بسبب فقدانهم المئوي، والسكن الاقتصادي، أو لسبب مشابه.»[8] ومن الواجب ان يتعرف البرنامج على هؤلاء الأطفال ويقدم خدماته لهم خلال فترة زمنية معقولة.
كما ينبغي لبرامج هيد ستارت تقديم الخدمات للأشقاء الأصغر والأكبر سنا من هؤلاء الأطفال.

## الاهلية
تعتمد معايير القبول إلى حد كبير على الدخل بالرغم من ان كل البرامج المحلية تشمل معايير أهليه أخرى مثل الإعاقة والخدمات المقدمة لأفراد الاسرة.
يجب أن يكون مكسب الأسر أقل من 130%مستوى الفقر والتي وضعت من قبل الاتحادية الفدرالي.
تصل نسبة الالتحاق من العائلات ذات الدخل المرتفع والعائلات الي تعاني من ظروف طارئه في البرامج التي تحصل على تمويل إلى 10% .
يطلب من جميع البرامج توفير الخدمات الكاملة للأطفال ذوي الإعاقة (10٪ من إجمالي تسجيلهم)..

## الميزانية المالية
بلغت ميزانيه الاتحاد الفيدرالي لبرنامج هيد ستارت هي 8. بليون دولار لعام 2011.
ويخصص 85٪ على الخدمات المباشرة والتي لا تزيد عن 15٪ والتي من المقرر أن تنفق على الإدارة.
بالإضافة إلى 8.1 بليون دولار من دعم الاتحاد الفيدرالي، فمن الواجب توفير المنح المحلية بنسبة 20٪ نقديه أو عينيه.
كما يطلب الاتحاد الفيدرالي تدقيق سنوي ماليّ، لممن استلم أكثر من 500,000$ .

### التمويل
تم منح المنح من قبل المكاتب الإقليمية للاتحاد الفيدرالي الأمريكي ومكتب هيد ستارت للهنود الأمريكان- سكان ألاسكا لأصليين والمهاجرين وفروع البرنامج الموسمي مباشرة إلى الهيئات العامة المحلية والمنظمات الخاصة، القبائل الهندية وأنظمة المدرسة.[9]
وفي عام 2005 بلغت الميزانية 6.8 بیلیون دولار وتم تقديم الخدمات لأكثر من 905,000 طفل، 57% منهم أعمارهم أربع سنوات و43%ثلاث سنوات أو أصغر.
وقدمت خدمات مختلفة بواسطه1604 برامج لتشغيل وأكثر من 48000 فصلا دراسيا موزعة على كل الدولة (وتقريبا كل مقاطعة) بمتوسط تكلفة $ 7,222 لكل طفل.
كما بلغ عدد الموظفين ما يقارب 212,000 موظف يستلمون راتب وستة أضعاف هذا العدد من المتطوعين.[بحاجة لمصدر]

## مؤهلات المعلمين
يعمل قسم 648A من هيد ستارت [10] لتحديد المبادئ التوجيهية لتدريب المعلمين والمساعدين في هيد ستارت.
كما ينبغي أن يتلقى كل المعلمين درجة الزمالة في مجال آخر ذو صلة وبحلول عام 2013، نصفهم يكون لديه درجة البكالوريوس.[11]
بلغ متوسط دخل معلم هيد ستارت $21,000 لعام 2003, مقارنة مع متوسط دخل معلم المدارس العامة البالغ$43,000 .[12]
اعتبارا من عام 2009، أصبح متوسط دخل المعلم في هيد ستارت $ 26,000 سنويا.
بحاجة لمصدر

### الفعالية
وفي دراسة أجراها لي، تم جمع البيانات من ستين فصل من فصول هيد ستارت بين عامي 2007 و2008. وقد تم اختيار عينة من 1,260 طفل والذين تتراوح أعمارهم بين 3-4 ,446 دخلوا هيد ستارت في سن 3 سنوات والتحقوا لمدة سنة (المجموعة 1)، 498 قد دخلوا في سن 4 والتحقوا لمدة سنة (المجموعة 2)، كما أن 316 أطفال تم التحاقهم لمدة سنتين ودخول في سن 3 (المجموعة 3).
جمعت المقاييس الخاصة بتقييم النتائج الأكاديمية للأطفال في مجال القراءة، والرياضيات، والعلوم على أساس هيد ستارت وهيد ستارت المبكرة لبرنامج الرصد وقائمة التدقيق على مقياس من 4 نقاط، 1 لم يتم حتى الآن و4 تتفوق (لي، 2011). تم قياس الأطفال أيضا على عدد من عوامل الخطر للأسرة والتي وضعتها وزارة الخارجية الأمريكية للتعليم والتي شملت أحد الوالدين، إذا كان عاطل عن العمل، أو في سن المراهقة، أو فقدان الوالدين بسبب الطلاق أو الوفاة، وانخفاض التحصيل المدرسي الوالدين، عدم كفاية الغذاء، وغيرها من العوامل. وقد وجد أن الأطفال الذين دخلوا في سن 3 والمسجلين في هيد ستارت لمدة سنتين (المجموعة 3) كانوا أفضل في القراءة، والرياضيات، والعلوم من كلا المجموعتين الاولي والثانية. ووجد أيضا أن الأطفال الذين تم تصنيفهم ضمن المجموعة المعرضة للخطر كانوا أقل بكثير في القراءة، والرياضيات، والعلوم من أولئك الذين لديهم ثلاثة أو أقل من عوامل الخطر. وفي الختام، الأطفال الذين كانوا مسجلين لمدة سنتين علاماتهم أعلى من أولئك الذين سجلوا لمدة سنة، مما يدل على ان المسجلين في هيد ستارت لمدة أطول استفادوا أكثر. [1]
التحرير

### دراسة 2011 DDHHS
أصدرت وزاره الصحة والخدمات الإنسانية، تقرير حول، تأثير هيد ستارت، ودرست التطور المعرفي، والتنمية الاجتماعية والعاطفية، والصحة البدنية كنتائج لطلاب هيد ستارت مقارنه بمجموعه تحضر لروضة أو تتلقى الرعاية في المنزل .
كما تم تقسيم مجموعه الأطفال في برنامج هيد ستارت إلى مجموعتين مجموعه الأطفال في الفئة العمرية ثلاث سنوات والذين انضموا لبرنامج هيد ستارت لمده سنتين قبل مرحله الروضة، وفئه 4 سنوات مع قبل الروضة.
اسس الدراسة:
1. على الرغم من "أثره الإيجابي" على تجارب الأطفال خلال الروضة، " واكتساب الأطفال الذين انضموا في السنة الرابعة لمميزات الا أن نتائج الإحصائيات لم تظهر سوآ بعض الاختلافات في نهاية الصف للعينه ككل.

وتناثرت الآثار لرياض الأطفال في نهاية العام..."
1. بعد الصف الأول، لم تكن هناك اثار اجتماعيه وعاطفيه للأطفال البالغ عمرهم 4 سنوات كما كانت النتائج متباينة لمقاييس الخجل والانسحاب الاجتماعي والعلاقات الشائكة بين المعلم وتلاميذه .

كما اظهر مجموعه الأطفال البالغين 3 سنوات والذين شاركوا لمده سنتين في برنامج هيد ستارت، سلوكيات غير مفرطه وعلاقاتهم كانت أكثر إيجابية مع أولياء أمورهم.
1. وبنهاية الصف الأول تم العثور على أثر معرفي واحد فقط لكل فوج .

ومقارنة بطلاب المجموعة التي تمت مراقبتها، الأطفال البالغين 4 سنوات والذين شاركوا في برنامج هيد ستارت «أفضل بكثير» في المفردات والأطفال البالغين 3 سنوات كان اختبارهم أفضل في الفهم الشفوي .
ملخص الدراسة هي ان "برنامج هيد ستارت له فوائد للأطفال البالغين من العمر 3 سنوات و4 سنوات في المعرفة والصحة ومجالات تربية الأطفال، وللبالغين من العمر 3 سنوات في المجال الاجتماعي العاطفي.
ومع ذلك، فوائد الوصول إلى برنامج هيد ستارت في سن الرابعة تعد غائبة إلى حد كبير لسكان ككل.
وتكون الفوائد اقل للأطفال البالغ عمرهم 3 سنوات، على الرغم من ان المشاركة في البرنامج قد تحسن العلاقة بين الوالدين والطفل من خلال الصف الأول، وهي نتيجة قد تكون هامة لتنميه الأطفال على المدى الطويل في مجال التنمية ".[11]
التحرير

### دراسات الدعم والبيانات
حسب البيانات[14]قالب:ليس في الاقتباس[15] تلخيص 31 دراسة، اظهر تحس فوري في درجات اختبار الذكاء IQ للأطفال المشاركين، على الرغم من أن غير المشاركين تضييق الفارق مع مرور الوقت.
كما يستخدم غارسيس وتوماس وكوريGarces, Thomas, and CurZri بيانات لاستعراض نتائج دخل ما يقرب 4,000 بالغ توبيعوا منذوا مرحلة الطفولة.
في الامريكيتين -و أوروبا، فالبالغين الذين شاركوا في برنامج هيد ستارت كانت فرصتهم لمواصلة الثانوية والجامعة أكثر، وفي بداية العشرينات قد يكون دخلهم اعلى من اشقائهم الغير منضمين للبرنامج.
والبالغين الأمريكيين من أصل أفريقي والذين شاركوا في برنامج هيد ستارت كانت احتماليه حجزهم أو توجيه التهم لهم اقل من اشقائهم الذين لم يشاركوا في البرنامج.
كما ساعد برنامج هيد ستارت في احتماليه تخرج الذكور الأمريكيين من اصل أفريقي من المدرسة الثانوية.
وبالضافة إلى ذلك، أشار المؤلفون إلى الأثر الكبير للأخوة والأخوات الصغار الذين حضروا برنامج هيد ستارت بعد أخوتهم الكبار .[16]
ووفقا لسيتزوابيلسون وليفين، وزيجلر Seitz, Abelson, Levine, and Zigler عام 1975، والذي قام بإجراء دراسة مقارنة حول الأطفال المسجلين والمحرومين من التسجيل في برنامج هيد ستارت من خلال الاطلاع على اختبار المفردات المصورة لبيبودي (PPVT)..
فقد كان المشاركون من ذوي الدخل المنخفض داخل المدينة، والأطفال من أصول أفريقية ومن الآباء المحرومين اقتصاديا ويعتبرون عاطلين عن العمل وغير صناع [17].
وقد حضر الأطفال لبرنامج هيد ستارت وكانت المدة لا تقل عن خمسة شهور في وقت الاختبار، والذي يتألف من 9 اولاد و11 بنت.[17] والمجموعة التي لم يحالفها الحظ، توضع في قائمه الانتظار والتي تتألف من 11ولد و9 بنات .[17] مجال المقارنة بين الفريقين كانت حول دخل الأسرة وعمل الوالدين والحالة الاجتماعية [17] طريقه الاختبار تكون بحضور الأساتذة لمنازل الأطفال لكلا المجموعتين مستخدمين PPVT واختبارهم خارج منازلهم، في المدرسة أو في المكتب. [17] وأظهرت النتائج أن الأطفال المنضمين لبرنامج هيد ستارت درجاتهم اعلى من الأطفال الغير منضمين للبرنامج في كلا المراحل، مما يثبت اثر البرنامج الإيجابي .[17] ومن المثير للاهتمام، ان الأطفال الغير مشتركين في برنامج هيد ستارت الذين اختبروا في المنزل كانت درجاتهم الأدنى من بين المجموعات، بسبب القلق من وجود شخص غير مألوف في المنزل. [17] من ناحية أخرى، أطفال هيد ستارت، لم يوثر عليهم العامل البيئي، مما يشير إلى أن وجود برامج التدخل في مرحلة الروضة على سبيل برنامج هيد ستارت قد يوثر على مستوى التحفيزية من خلال مساعدة الأطفال في الحفاظ على التركيز.[17]
و في عام 2009 نشر الباحث ديفيد ديمنق David Deming مقال حول تقيم برنامج هيد ستارت الذي يعتبر واحد من أكثر البرامج تطور حتى الآن مستخدما في ذلك المسح الطولي الوطني للشباب .
فقدا ظهرت دراسة المقارنة بين الأشقاء ان الذين يحضرون برنامج هيد ستارت ليس فقط آداهم الأكاديمي أقوى، كما هو واضح في درجات الاختبار، لعده سنوات، لكنها كانت أيضا أقل عرضة في التشخيص بصعوبات التعلم، وأقل احتمالاً لارتكاب الجريمة، وأكثر احتمالاً لتخرج من الثانوية والالتحاق بالكلية، وأقل عرضه للإصابة بحالات صحية سيئة عندما يكبر.[18]
يرتبط هيد ستارت دائما بالإنجازات الهائلة لنتائج الاختبارات.
كما يقلل برنامج هيد ستارت من احتماليه رسوب الطفل في الصف .[1]
فقد اسفرت الانتقادات عن خطط لتحسين خدمات البرنامج، على سبيل المثال خدمت الأطفال فوق وتحت سن الروضة.[19]

### دراسات وبيانات مختلطه
إجراء مقارنات داخل الأسرة بين الأطفال المشاركين في برنامج هيد ستارت واشقائهم غير المشاركين في البرنامج .
ومقارنه الأمهات المنضمين في برنامج هيد ستارت مع اخواتهم الكبار الغير منضمين للبرنامج .
فقد درس كوري وتوماس Currie and Thomas المشاركين في البرنامج من ذو البشرة البيضاء والسمراء ومن هم من اصل إسباني .
الأطفال البيض والذين كانوا الأكثر حرماناً، اظهروا تحسن كبير عن الأطفال ذو بشره سمراء.[20]
والكثير من الباحثين يرون أن الآثار الأولية لبرنامج هيد ستارت بدأت تتلاشى بسرعه كبيره.
وهذه الظاهرة، تعرف باسم «تتلاشى هيد ستارت»، وهي ظاهره في الصف الثاني والثالث.[21] [22] [23]  وأحد الأسباب المفترضة لهذا الأثر هي ان عدد كبير من المشاركين في هيد ستارت لهم قدرة أكثر من غيرهم من الأطفال لحضور المدارس العامة ذات جوده الاقل، والتي من شأن أن يقوض أي ميزة من الناحية الهيكلية للهيد ستارت.[21]
وعلى النقيض فان مرحلة ما قبل الروضة، والأطفال المحرومين الذين حضروا إلى مدارس «مستوياتها منخفضة في التعليم الأكاديمي» حصلوا على مكاسب أكثر في التحصيل الأكاديمي.[24] 
في عام 2005 قام بارنيت وهاستيدت بالاستعراض في الأدب، واعلان عن نتيجة المراجعة "استعراضنا حول البرنامج كان مختلطه، ولكن بشكل عام إيجابية، كما ان الأدلة تبين ان لبرنامج هيد ستارت منافع على المدي الطويل .
و بالرغم من ذلك وجدت الدراسات ان الزيادات في معدل الذكاء بداء تتلاشى مع مرور الوقت، ودراسات أخرى كثيرة تجد أيضا انخفاضا في احتفاظ الصف ومعاهد التربية الخاصة.
وفي بعض الأحيان قد يزيد التحصيل، ولكن في حالات أخرى تعتبر أساليب البحث معيبة للنتائج التي تحاكي تلاشى إجراءات المغادرة.
وفي السنوات الأخيرة، مولت الحكومة الفدرالية وعلى نطاق واسع لتقييم برنامج هيد ستارت وهيد ستارت المبكر.
ومن نتائج تقييم برنامج هيد ستارت المبكر انه غني بالمعلومات، كما ان اختيار المشاركين في الدراسة كان عشوائي بين مجموعه المشاركين في البرنامج أو المجموعة المراقبة .
كما يظهر برنامج هيد ستارت المبكر التحسن البسيط في تطور الأطفال والوالدين في المعتقدات والسلوك [25] 

### الدراسات النقدية والبيانات
وفقا لمصدر واسع الانتشار دعم لبرنامج هيد ستارت، الأطفال الذين ينهون البرنامج ويتم وضعهم في المدارس سيئة يكون أدائهم أسوأ من أقرانهم من الصف الثاني.
ولا يمكن ذلك إلا من خلال عزل هؤلاء الأطفال (كتفريقهم وإرسالهم إلى مناطق تعليميه ادائها أفضل) ويمكن أن تستمر المكاسب.[24]
في افتتاحيه صحيفة نيويورك تايمز، «تراجع برنامج هيد ستارت،» فقد ناقش بشروف وكال Besharov and Call في عام 1998 تقييم برنامج هيد ستارت وقد أدى ذلك إلى إعادة تقييم البرنامج الوطني.
خلاصه دراسة الباحثين اثبتت ان البرنامج الحالي لم يكن له أي تأثير يذكر.
ومع ذلك، لم يفصحوا عن المصادر الأولية.[25].
في عام 2011، دعا الكاتب في مجلة التايمز جو كلاين Joe Kleinإلى القضاء علي برنامج هيد ستارت جاء ذلك نقلا عن تقرير داخلي أن البرنامج يعتبر مكلف وليس له تأثير يذكر على الطفل على مر الزمن.
0>
"تأخذ مليون أو نحو ذلك لمدة 4 و3 سنوات لتوفير التنشئة الاجتماعية والتعليم ما قبل المدرسة من خلال توفير لهم، وإذا كان يعمل، فإنه يحفظ المال على المدى الطويل من خلال تقليل عدد المجرمين وزياده والمستفيدين من الرعاية الاجتماعية هي عليه الآن ... 45 عاما في وقت لاحق.
نحن ننفق أكثر من 7 بیلیون دولار في برنامج هيد ستارت لمساعده ما يقرب مليون طفل كل سنة.
وأخيراً، هناك أدلة لا تقبل الجدل حول فعالية هذا البرنامج، مقدمه من وزارة الصحة والخدمات الإنسانية:
. ببساطه برنامج هيد ستارت لا يعمل."[26]
هي دراسة واحده وجدت تأثير برنامج هيد ستارت على درجات الاختبار في السنوات الأولى من المدرسة للمشاركين في البرنامج .[27] 

### دراسة تأثير الكونغرس
في عام 1998، كلف الكونغرس بأجراء دراسة مكثفة حول فعالية برنامج هيد ستارت، «دراسة اثر هيد ستارت»، وقد أصدرت سلسلة من التقارير بشأن تصميم ودراسة للسكان المستهدفين البالغ عددهم 5,000 طفل واعمارهم 3 و4 سنوات .[28]
ولهذه الدراسة فعالية في برنامج هيد ستارت كمقارنه مجموعه متنوعة من الدعم المجتمعي والتدخل التعليمية، بدلا من مقارنة هيد ستارت لبديل عدم التدخل.
أطلق برنامج هيد ستارت المبكر نتائج دراسة السنة الأولى في جون 2005.
تم تعيين المشاركين في الدراسة إما إلى برنامج هيد ستارت أو إلى الموارد الأخرى المحددة الآباء والمجتمع لمدة عام.
60% من الأطفال وضعوا في رياض أطفال أخرى.
كما أظهر التقرير الأول المزايا للأطفال البالغ عمرهم 3 سنوات من قليل إلى متوسط بما في ذلك مرحلة ما قبل القراءة، قبل المفردات، والتقارير الأم لمهارات القراءة والكتابة للأطفال .
ولم يتم العثور على آثار هامة لفهم التركيبات الصوتية عن طريق الفم والوعي المبكر أو مهارات الرياضيات لأي فئة عمرية.
الفوائد الإيجابية للأطفال البالغ اعمارهم 4 سنوات كانت اقل .
كما ان فوائد المشاركة المبكرة تتفاوت بين الجماعات العرقية .
ولم تقيم هذه التحليلات متانة الفوائد. [29]

## روابط اضافيه
- Office of Head Start (official)
- Early Childhood Learning and Knowledge Center (official)
- National Head Start Association (official)
- The Head Start Experience
- Read Congressional Research Service (CRS) Reports regarding Head Start
- The Center for Law and Social Policy
- National Bureau of Economic Research